# Adoxobotys cristobalis
Adoxobotys cristobalis là một loài bướm đêm trong họ Crambidae.